# Правило Гамільтона
Правила Гамільтона — правило родинного добору, згідно з яким гени, які за певних обставин зменшують шанси особини на розмноження (або пригнічують його взагалі — як у суспільних комах), можуть поширитись у популяції коли «величина внеску» (допомоги) іншим особинам для вирощування їхніх нащадків, помножена на спорідненість з цими особинами більша за «ціну допомоги». У цьому разі ця особина продукує таким чином більше копій своїх генів, ніж за рахунок витрачання всіх ресурсів на власне розмноження. Математично це правило можна виразити так:
{\displaystyle \quad rB>C}
де {\displaystyle C} — ціна, яку платить особина за допомогу іншим особинам (середнє число власних нащадків, які особина, що допомагає, могла б продукувати, замість допомоги), {\displaystyle r} — коефіцієнт спорідненості між альтруїстом і реципієнтом альтруїзму (наприклад r для батьків і нащадків дорівнює 0.5), {\displaystyle B} — вигода для реципієнта від допомоги особини-альтруїста (виражається в кількості нащадків, що продукує реципієнт, внаслідок допомоги альтруїста).
Правило було сформульоване британським біологом Вільямом Гамільтоном 1963 році. І назване на його честь.